# Hey Baby (After the Club)
„Hey Baby (After the Club)” este un cântec al interpretei americane Ashanti. Acesta a fost compus de 7 Aurelius și Mario Winans pentru a fi inclus pe cel de-al patrulea material discografic de studio al artistei, The Declaration. Piesa se intenționa a fi lansată ca primul disc single al albumului, însă nu a fost inclusă pe ediția albumului ce se comercializează în Statele Unite ale Americii.
Cântecul a fost adăugat în magazinul iTunes pe data de 16 octombrie 2007, lansarea la posturile radio având loc în accesași zi. „Hey Baby (After the Club)” a obținut locul 87 în Billboard Hot R&B/Hip-Hop Songs și a rămas în clasament timp de nouă săptămâni. De asemenea, cântecul s-a poziționat pe locul 40 în Billborad Rhythmic Top 40.

## Lista cântecelor
Disc promoțional distribuit în Statele Unite ale Americii
1. „Hey Baby (After the Club)” (editare radio)
2. „Hey Baby (After the Club)” (versiune extinsă)
3. „Hey Baby (After the Club)” (negativul versiunii extinse)
4. „Hey Baby (After the Club)” (acapella - versiune extinsă)

## Clasamente
| Clasament                       | Poziția maximă | Referință |
| ------------------------------- | -------------- | --------- |
| Billboard Hot R&B/Hip-Hop Songs | 87             | [ 7 ]     |
| Billborad Rhythmic Top 40       | 40             | [ 8 ]     |